# Занзібарська рупія
Занзібарська рупія (англ. Zanzibari rupee, араб. روپيه) — грошова одиниця Султанату Занзібар у 1908-1936. 1 рупія = 100 центів.

## Історія
До введення занзибарської рупії на острові в обігу переважно використовувалася індійська рупія.
У 1882 були випущені перші власні монети: мідні в 1 пайс, срібні в 1⁄4, 1⁄2, 1 та 21⁄1 ріал, золоті в 5 ріалів, в 1887 - 1 пайс. 1 ріал = 136 пайсів, 1 рупія = 64 пайси.
У 1908 розпочато випуск банкнот уряду Занзібара в рупіях, того ж року випущено монети в центах. Занзібарська рупія знаходилася в обігу паралельно з індійською рупією, рупією Німецької Східної Африки, східноафриканською рупією та талером Марії-Терезії.
У 1936 занзибарська та індійська рупія замінені на східноафриканський шилінг у співвідношенні: 1 рупія = 11⁄2 шилінги.

## Монети та банкноти
У 1908 карбувалися бронзові монети в 1 і 10 центів і нікелеві в 20 центів.
Випускалися банкноти уряду Занзібара в 1, 5, 10, 20, 50, 100 та 500 рупій.